# Populous: The Beginning
Populous: The Beginning – komputerowa gra strategiczna z podgatunku gier w boga autorstwa Bullfrog Productions, wydana w 1998 roku. Trzecia odsłona serii Populous.
Akcja gry toczy się w czasach wielkich bitew między 4 fikcyjnymi plemionami. Gracz wciela się w szamankę, która prowadzi swe plemię przez ciąg 25 światów (poziomów). Każda z planet różni się od siebie poziomem trudności, wielkością, kształtem terenu itp. Wraz z postępami w grze gracz zdobywa możliwość wznoszenia nowych budowli i rzucania potężniejszych czarów.
Występuje także możliwość grania w tę grę przez internet (LAN pokoje zakładamy poprzez włączenie gry jednoosobowej), bądź użycie programu (najbardziej znanym jest program "MatchMaker").